# BWIA West Indies Airways
BWIA West Indies Airways war eine Fluggesellschaft des karibischen Landes Trinidad und Tobago.

## Geschichte

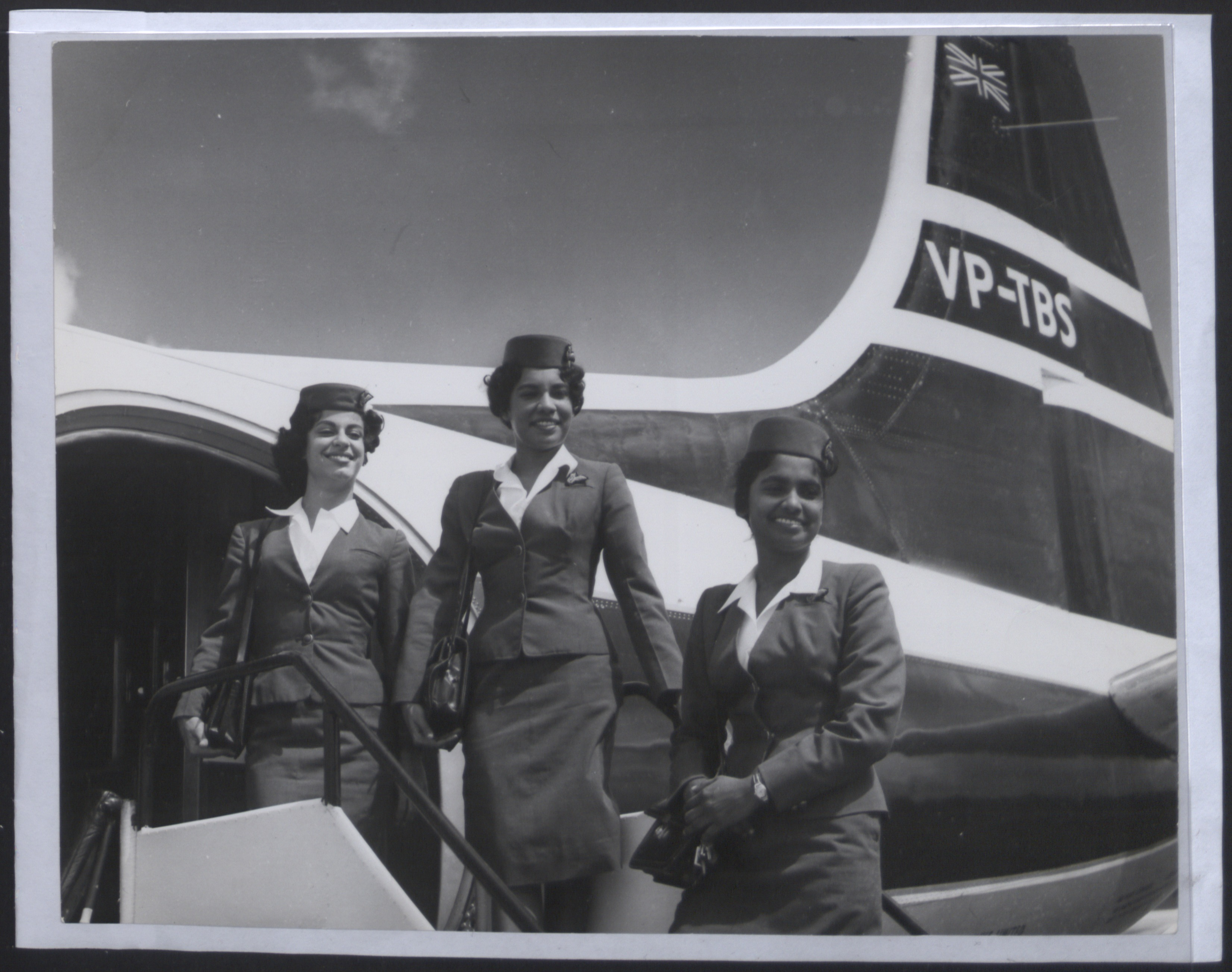
BWIA-Stewardessen (1955)

Die international agierende Gesellschaft wurde 1939 als British West Indian Airways vom gebürtigen Neuseeländer Lowell Yerex gegründet. Der Abenteurer Yerex hatte im Ersten Weltkrieg in der britischen Luftwaffe gedient und 1931 die damals honduranische Fluggesellschaft TACA gegründet. Das erste Flugzeug war eine Lockheed L-18 Lodestar, mit der ab 1940 von Port of Spain aus Barbados und Tobago angeflogen wurden.
Im Jahr 1947 wurde die Gesellschaft von British South American Airways aufgekauft. Diese Gesellschaft wurde wiederum 1949 von der staatlichen British Overseas Airways Corporation übernommen. Im Jahr 1961 kaufte die Regierung Trinidads im Rahmen der Unabhängigkeitsbestrebungen der britischen Kolonie erst 90 %, dann alle Anteile der BWIA auf.
Zuletzt war die Gesellschaft ein privates Unternehmen mit 2588 Mitarbeitern mit Sitz in Port of Spain. Hauptaktionär war mit 75 % die Regierung. Es fanden täglich rund 70 Flüge statt, wobei jährlich 8100 Tonnen Fracht transportiert wurden. Jährlich wurden 1,4 Millionen Passagiere befördert. BWIA erwirtschaftete ca. 276 Millionen US-Dollar Umsatz pro Jahr. Vorstandsvorsitzende (CEO) war zuletzt Brenda Billy.
BWIA West Indies Airways unterhielt Drehkreuze am Piarco International Airport in Port of Spain auf Trinidad, am Grantley Adams International Airport in Barbados sowie am VC Bird International Airport auf Antigua. Das Callsign war West Indian. Das Vielfliegerprogramm hieß Club BWee.
Ende 2006 stellte die Fluggesellschaft den Flugbetrieb ein. Anfang 2007 übernahm die in Trinidad & Tobago beheimatete Caribbean Airlines alle Flüge zu karibischen und internationalen Zielen. Die Mitarbeiter erhielten neue Arbeitsverträge.

## Flotte

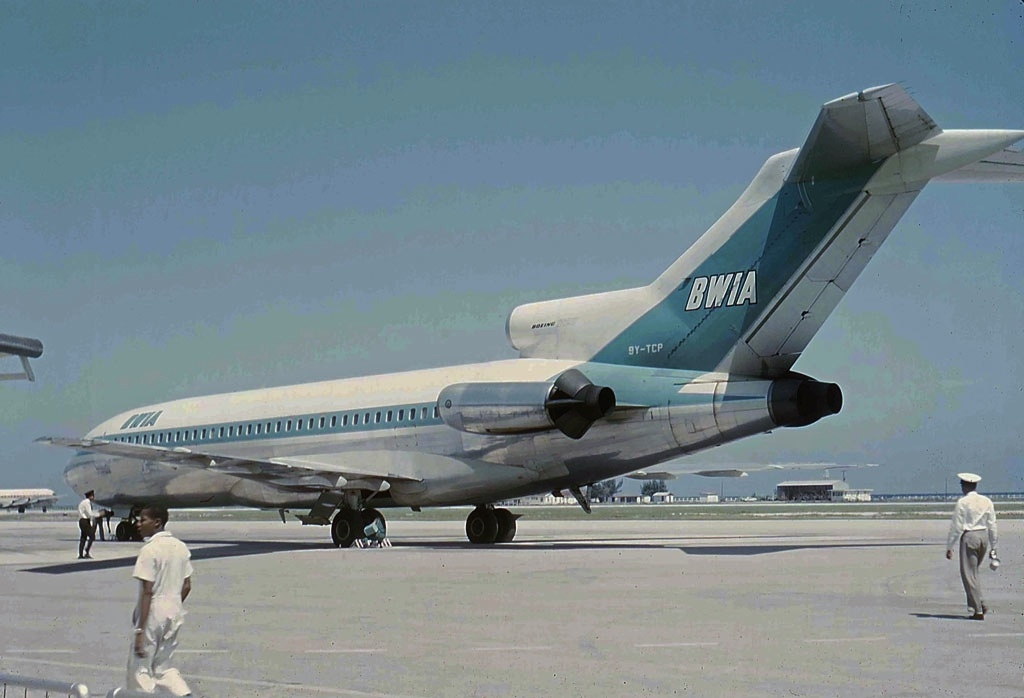
Boeing 727-100 der BWIA (1965)

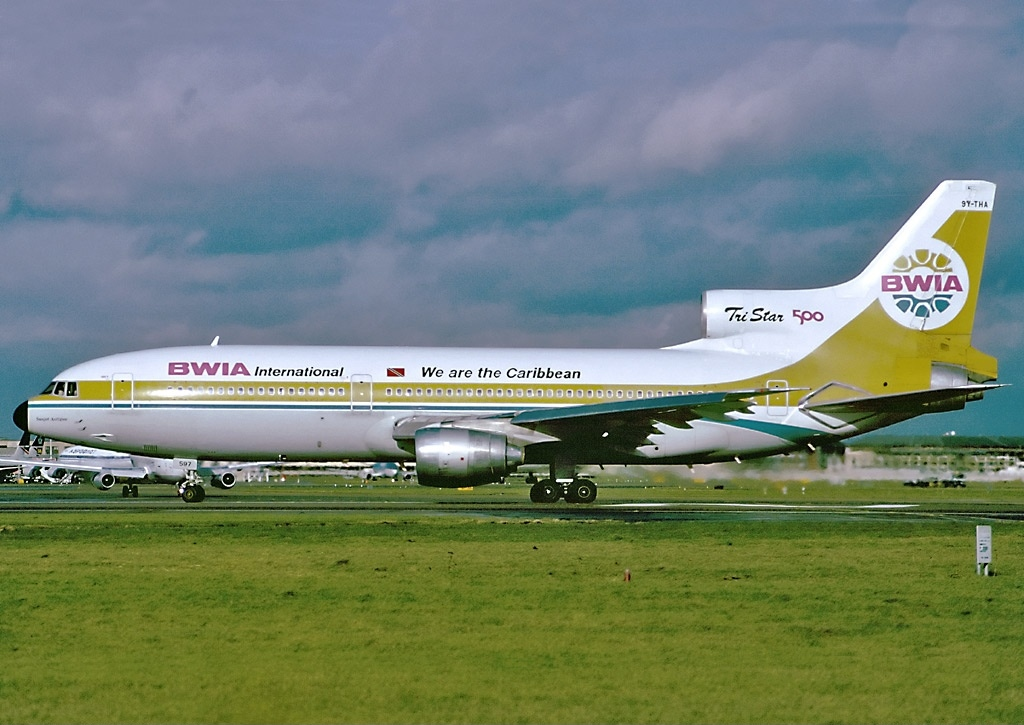
Lockheed Tristar der BWIA (1995)

Von BWIA im Verlauf des Bestehens eingesetzte Flugzeugtypen:
- Airbus A321-131
- Airbus A340-311/A340-313 (geleast von Air Canada und Virgin Atlantic Airways)
- ATR 42
- Boeing 707-138B, 707-227, 707-321B, 707-351C
- Boeing 720
- Boeing 727-100
- Boeing 737-700, -800
- Boeing 747-100
- De Havilland Canada DHC-8-300 (Tobago Express)
- Douglas DC-3
- Douglas DC-9-34CF und DC-9-51
- Hawker Siddeley HS 748
- Lockheed 12 Electra Junior
- Lockheed 14 Super Electra
- Lockheed Hudson
- Lockheed Lodestar
- Lockheed L.1011-385-3 TriStar 500
- McDonnell Douglas DC-9-82, -83
- Short SA6 Sealand
- Vickers Viking
- Vickers Viscount 702

## Zwischenfälle
Bei BWIA kam es nicht zu Todesfällen oder zu Totalverlusten während des Flugbetriebs. Eine Lockheed 14 Super Electra wurde im Jahr 1943 bei der Betankung auf dem Piarco Airport zerstört.